# Insalata di maccheroni
L'insalata di maccheroni (dall'inglese macaroni salad) è un tipo di insalata di pasta servita fredda e a base di maccheroni.

## Caratteristiche
Molto simile all'insalata di patate e a quella di cavoli, viene spesso servita come contorno durante le grigliate o per accompagnare il pollo fritto e altri piatti da picnic. Esistono numerose variazioni nazionali e regionali del piatto, ma in genere si prepara con cipolle crude, aneto o cetrioli sottaceto e sedano conditi con sale, pepe e maionese.

## Varianti

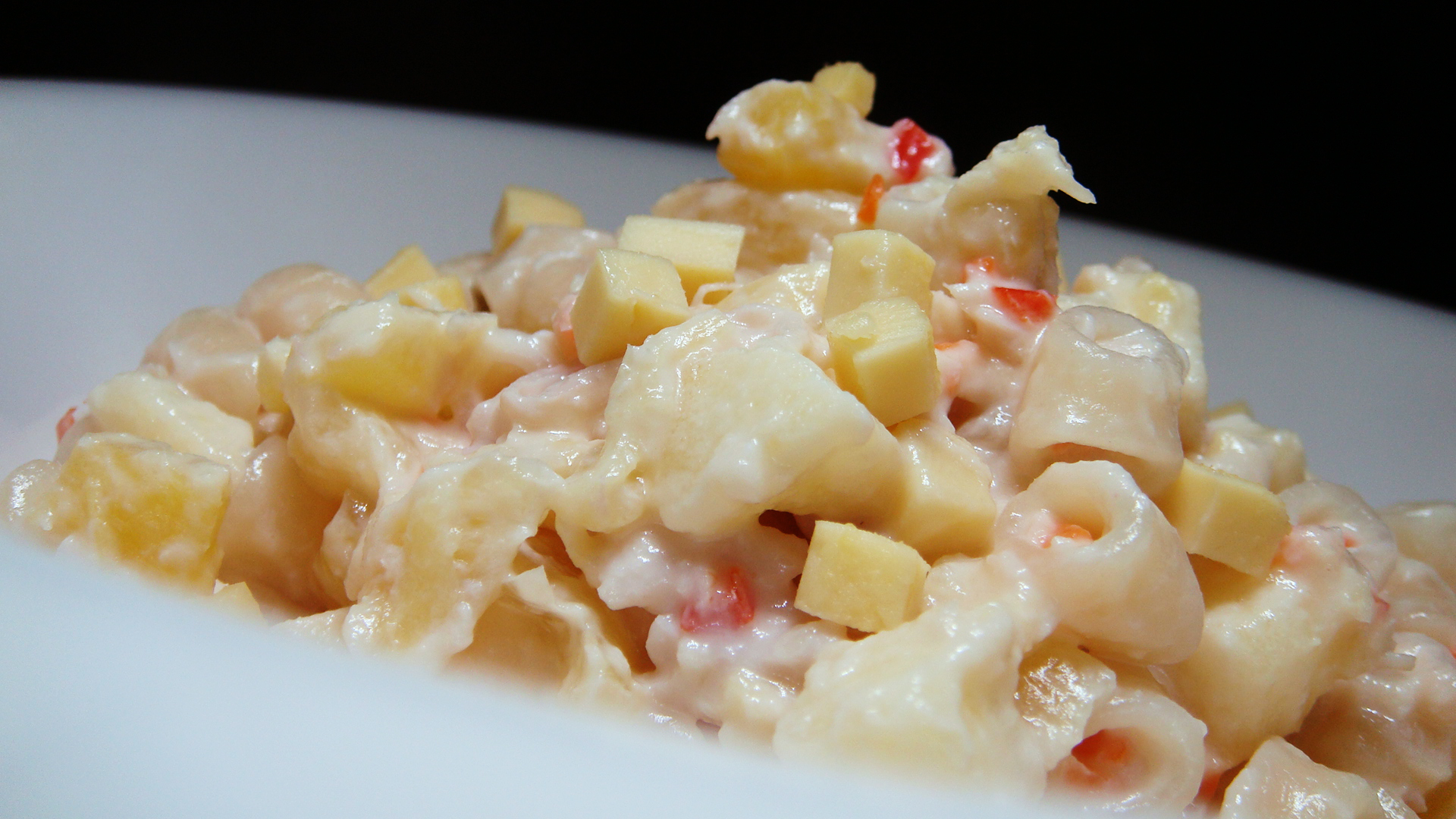
Una chicken salad filippina

### Australia e Nuova Zelanda
In Australia e Nuova Zelanda viene solitamente preparata con pezzi di pasta cotta acquistabile nei reparti "delizie" dei supermercati.

### Filippine
Nelle Filippine, l'insalata di maccheroni costituisce un dessert e presenta un sapore leggermente dolce. Questa variante non contiene cipolle, pepe o sedano e presenta gelatine dolci, formaggio e vari tipi di frutta in contrasto con le insalate di maccheroni occidentali. Viene spesso consumata durante i periodi di vacanza e i giorni di festa fra cui il giorno di Natale e Capodanno. Una variante comune include la carne di pollo nota come chicken salad o chicken macaroni salad.

### Stati Uniti d'America
Negli Stati Uniti l'insalata di maccheroni è considerata un prodotto tipico trovato nei deli americani. Nelle Hawaii, essa rientra fra i condimenti dei tradizionali plate lunch: pasti a base di riso, e altri alimenti. A Porto Rico, l'insalata di maccheroni può contenere maionese, senape, tonno in scatola o pezzi di Spam, cipolle, Cubanelle Sweet e Pimiento.